# Tasiilaq
 Der er for få eller ingen kildehenvisninger i denne artikel, hvilket er et problem. Du kan hjælpe ved at angive troværdige kilder til de påstande, som fremføres i artiklen.

Tasiilaq (østgrønl. 'den indsølignende bugt', af taseq '(ind)sø' og ilaq 'noget der ligner') er en by på vestsiden af bugten af samme navn (dansk: Kong Oscars Havn) på den grønlandske ø Ammassaliks sydkyst. Den er den ene af kun to byer på den 3.000 km lange grønlandske østkyst (den anden er Ittoqqortoormiit).
Byen har ca. 2000 indbyggere og er dermed den syvendestørste by i Grønland. 
En dansk koloni og handelsplads blev oprettet på stedet i 1894 som fik navnet Ammassalik (tidligere også stavet Angmagssalik); som betyder 'stedet med ammassat' (lodde). Stedet, hvor kolonien blev etableret, har altid heddet Tasiilaq på grønlandsk, og i 1997 blev dette byens officielle navn.
Indtil kommunesammenlægningen af Ammassalik, Ittoqqortoormiit, Ivittuut, Nuuk og Paamiut kommuner til Sermersooq Kommune i 2008 var Tasiilaq hovedbyen i Ammassalik Kommune.

Stednavnet er den østgrønlandske form af Tasiusaq, der kan oversættes som en indsø og som de vestgrønlandske steder Tasiusaq (Nanortalik) og Tasiusaq (Upernavik) refererer til beliggenheden ved en beskyttet bugt med en smal fjord. Det nærmeste beboede sted er Kulusuk 21 km øst på den anden side af Ammassaliip Kangertiva. 

## Historie

### Før kolonitiden
Regionen blev bosat af medlemmer Saqqaq-kulturen for omkring 4500 år siden, og af medlemmer af Dorset-kulturen for omkring 2600 år siden. Disse nybyggere kunne ikke overleve i de forværrede klimatiske forhold på østkysten. Inuit fra Thule-kulturen indvandrede til området fra omkring det 14. århundrede.
For nogle hundrede år siden var østkysten stadig gennemgående befolket, og polarforskeren Wilhelm August Graah stødte jævnligt på østgrønlænderne på sin ekspedition i 1830, selvom han kun kom inden for omkring 100 km fra nutidens bebyggelse. I de følgende årtier vandrede det meste af inuitterne dog fra det sydøstlige Grønland til det sydlige Grønland, og der var et hul på omkring 600 km mellem Kujataamiut i Sydgrønland og Tunumiit i det, der nu er Tasiilaq-regionen.
Trods den store afstand kom østgrønlænderne regelmæssig til det sydlige Grønland for at handle der. I jagten på deres oprindelse ledede den danske søofficer Gustav Frederik Holm Konebådsekspeditionen i 1884, den første ekspedition til Tasiilaq-området. Han fandt her 413 østgrønlændere, hvor antallet var støt faldende på grund af hungersnød og sygdom. Holm overvintrede i Tasiilaq, som stedet oprindeligt hed, og studerede beboerne.
Polarforskeren Carl Ryder talte kun 294 mennesker i 1892, og befolkningen var ved at uddø.

### Etableringen af stationen
I 1894 Østgrønlands første missions- og handelsstation etableret, som fik navnet Ammassalik. Johan Petersen blev udnævnt til handelschef og Frederik Carl Peter Rüttel blev Østgrønlands første missionær. Der blev bygget et hus til missionæren med en kirkegård ved siden af. Desuden var der et hus til handelsbestyreren. De øvrige ansatte boede i en anden bygning. Derudover blev der bygget en proviantbutik for forsyninger. Alle bygninger var bindingsværk med bræddebeklædning.
I 1911 byggedes et hus til handelsassistenten og i 1912 en separat lejlighed til jordemoderen. Det gamle hus, der oprindeligt fungerede som bolig for alle ansatte, fungerede senere som sygehus og jordemoderbolig, og da jordemoderen fik sit eget hus, blev bygningen indrettet til gæstelejlighed. I 1913 blev der bygget et vaskehus og i 1915 et krudthus. I 1918 blev der bygget et andet kulhus, og det gamle blev genopført. En bygning oprindeligt opført af Georg Carl Amdrup til videnskabelige formål blev fra 1919 brugt som værksted og materialeskur. Samme år blev der bygget et pakkeri.
I 1920 boede ni familiemedlemmer af den danske missionær og 74 grønlændere i Tasiilaq. Af beboerne boede 37 på selve stationen og 37 på halvøen Grønlænderpynten øst for stationen. Der var fem grønlandske boliger på stationen, og to-tre på halvøen. Stationen var normalt besat af beskæftigede grønlændere, der hjalp til med missions- og handelsarbejde, mens halvøen var beboet af dåbskandidaterne, der flyttede væk efter det toårige forløb. Blandt beboerne var 14 jægere. På stationen arbejdede præsten, en kateket, handelsforvalteren, en hjælper, en jordmoder og tre kifak.
Tasiilaq udviklede sig til distriktets centrale bebyggelse. På trods af de sygdomme og alkoholproblemer, som europæerne havde taget med, steg befolkningen efterfølgende kraftigt på grund af den forbedrede ernæringssituation. Pengeøkonomien og importen af tekniske produkter til daglig brug begyndte straks med grundlæggelsen af bosættelsen. Ved århundredskiftet havde de 400 indbyggere i kolonidistriktet eksempelvis anskaffet sig 87 jagtrifler. Tørvehusene blev efterhånden erstattet af træhuse.

### Tasiilaq som koloni
1925 fik Tasiilaq kolonistatus.Samme år blev 84 af de grønlandske indbyggere flyttet til Ittoqqortoormiit, som blev grundlagt af Ejnar Mikkelsen.
Et vandværk blev bygget i 1954, et kraftværk i 1956 og en brandstation i 1958. Der blev bygget et hospital i 1956/57, som blev ombygget i 1960 og havde 24 senge. I 1959 fik hospitalet også en tandlægeklinik. I 1957 blev der bygget et børnehospital (Prinsesse Margrethes Børnesanatorium) med 22 senge. I 1957 blev der bygget en ny skole, som i 1968 blev fulgt af 162 elever. I 1959 blev der bygget en børnehave til 40 børn og i 1961 et ældrehjem med badefaciliteter til 14 beboere. I 1961 blev der bygget en postbygning.

### Efter kolonitiden
Først i 1963 blev Østgrønland og Thule-egnen afkoloniseret og administrativt indlemmet i resten af Grønland.
I 1965 blev der bygget en stor 30 m lang kaj. Da Tasiilaq kun kunne nås med skib om sommeren på grund af isforholdene, blev folk fragtet til Kulusuk Lufthavn med hundeslæde om vinteren. Omkring 1970 var der tre butikker og talrige kunsthåndværksfaciliteter i Tasiilaq. Ud over de offentligt ansatte var der også en større andel af folk beskæftiget med jagt.
Den 6. februar 1970 ødelagde den stærkeste Piteraq, med vindhastigheder på omkring 300 km/t store dele af byen. Stormskaderne blev så betydelige, at man efterfølgende overvejede at nedlægge byen.
I 1977 blev stednavnet officielt omdøbt tilbage til Tasiilaq, mens navnet på den daværende kommune Ammassalik forblev.  Kommunen blev ved forvaltningsreformen i 2009 indlemmet i Sermersooq Kommune.

## Infrastruktur
Tasiilaq havn er tilgængelig fra juli til november. Den består af en stor kaj og flere anløbsbroer til små både. Tasiilaq Heliport forbinder byen med Østgrønlands Lufthavn i Kulusuk.
Tasiilami Alivarpi underviser omkring 450 elever. Det blev først bygget i 1957, men blev ødelagt af den kolde faldvind Piteraq i 1970. Den nye bygning fra 1971 blev i 1978 suppleret med et motionscenter og et værksted i 1984 og endelig udbygget og renoveret i 2001. Der er både Piareersarfik og Piorsaavik afdelinger i Tasiilaq, der har til formål at forberede unge til arbejdslivet.
Befolkningen lever hovedsageligt af fiskeri, fangst samt servicefag og bistand. Der er et børnehjem, to børnehaver, en vuggestue og et plejehjem, et hospital, en politistation, et forsamlingshus, et kommunekontor, en idrætshal, kirken fra 1985 og den gamle kirke fra 1908, som nu huser Ammassalik Museum, en en Pilersuisoq- afdeling og en anden butik, et par kiosker, et bageri, en internetcafé, en boghandel, et posthus, et byggefirma, et håndværksfirma, et turistkontor og et hotel. Tasiilaq er også hovedkvarteret for POST Greenland , hvorfra der sendes grønlandske frimærker til filatelister. 
3 km fra Tasiilaq by ligger Tasiilaq vandkraftværket, som blev taget i brug i december 2004. Anlægget har en kapacitet på 1,2 MW og er udført med én turbine. Der vil årligt blive sparet 1,5 mio. liter dieselolie, svarende til årlig udgift på ca. 4,5 mio. kr. Byens gamle elværk fungerer som nød-elværk for vandkraftanlægget. Vandkraftprojektet i Tasiilaq startede i 2002, og anlægget har kostet i alt 59 mio. kr.
Den normale måde at komme til byen er med fly. Der er tre ugentlige forbindelser fra Island og to til Nuuk via flyvepladsen i Kulusuk, ca. 15 minutter fra Tasiilaq i helikopter.

## Kendte personer
- Kârale Andreassen (1890–1934), maler og lærer
- Naaja H. Nathanielsen (* 1975), politiker (Inuit Ataqatigiit) og psykolog
- Emanuel Nûko (* 1992), politiker (Naleraq)